# 博托里塔
博托里塔，是西班牙阿拉贡自治区萨拉戈萨省的一个市镇。 总面积20平方公里，总人口482人（2001年），人口密度24人/平方公里。